# Paul-Émile Bigeard
Pour les articles homonymes, voir Bigeard (homonymie).
Paul-Émile Bigeard, né à Paris le 8 janvier 1886 et mort à Dourdan le 1er février 1955, est un sculpteur français.

## Biographie
Élève de Jules Coutan, Paul-Émile Bigeard obtient une mention honorable au Salon des artistes français de 1921 puis une médaille de bronze en 1927 et une médaille d'or en 1937. Il est connu pour un Buste de Louise Michel exécuté en 1933.